# إيرل هوارد (موزع)
إيرل هوارد (بالإنجليزية: Earle Howard)‏ هو عازف جاز وعازف بيانو أمريكي، (و. 1904 – 1978 م).